# نيللي بولز
نيللي بولز (بالإنجليزية: Nellie Bowles)‏ هي صحفية أمريكية مشهورة بتغطية عالم التكنولوجيا في وادي السيليكون. عملت كصحفية في الجريدة اليومية الأرجنتينية الناطقة باللغة الإنجليزية بوينس آيرس هيرالد، وصحيفة سان فرانسيسكو كرونيكل، ومجلة ذا كاليفورنيا صنداي، وموقع صحيفة ريكود التكنولوجية، وابتداءً من 2016 عملت في صحيفة الغارديان اليومية البريطانية، وثم صحيفة فايس نيوز. 

## النشأة
قبل أن تصبح نيللي مراسلة صحفية، عملت على بحث علم التخلق في جامعة كاليفورنيا في سان فرانسيسكو لدراسة الإجهاد وكزميل في مختبر علم الأعصاب في جامعة مكغيل لدراسة التنويم المغناطيسي. وفي عامي 2011-2012 كانت نيللي عضو برنامج فولبرايت في دولة سوازيلاند. 

## الحياة المهنية
منذ عام 2017 كانت نيللي تغطي موضوع التكنولوجيا لصحيفة نيويورك تايمز في منطقة خليج سان فرانسيسكو. وفي عام 2020 حصلت على جائزة روبرت ف. كينيدي للصحافة المرموقة مع اثنين من زملائها عن تحقيقها في إساءة معاملة الأطفال عبر الإنترنت؛ ووفقًا للمحرر دين ميرفي فإن «تقاريرهم العميقة والمستمرة والعاطفة» عملت على «مسائلة كل من الحكومة والتكنولوجيا الكبيرة، وسرد قصص الأطفال الشنيعة بشكل لا يوصف والذين عانوا من هذا الانتهاك في صمت». وهي تغطي التكنولوجيا وعالم الأعمال للشركات الناشئة عالية التقنية ورأس المال الاستثماري، وقد كتبت عن شخصيات مثل إيلون ماسك، وإيريك شميت، والرئيس التنفيذي لشركة «آي هارت ميديا» بوب بيتمان. وغطت المؤتمر الحصري للرؤساء التنفيذيين للتكنولوجيا المسمى بـ «مستقبل المستقبل» (Further Future)، وكتبت عن مواضيع مثل استقاء المعلومات الشخصية (Doxing)  والعملات المشفرة. ظهرت مرتين في مقابلة تلفزيونية مع برنامج تشارلي روز الذي يبث على الصعيد الوطني. غالبًا ما تكون تقاريرها مثيرة للجدل، على سبيل المثال جذبت روايتها لمقابلتها مع جوردان بيترسون الكثير من الاهتمام. أدارت مناقشات متلفزة حول موضوع حرية التعبير في العصر الرقمي،  وكتبت عن المساواة بين الجنسين في عالم التكنولوجيا. وقالت إنها تأخذ فترات راحة مؤقتة من التقنيات المسببة للإدمان مثل وسائل التواصل الاجتماعي مع ممارسة يطلق عليها صيام الدوبامين.

## جوائز بارزة
- برنامج فولبرايت.
- نادي الصحافة في سان فرانسيسكو (2015).[9]
- جائزة روبرت اف. كينيدي للصحافة.[10]